# Manucher Ghorbanifar
Manucher Ghorbanifar (bijnaam Gorba) is een voormalig Iraanse wapenhandelaar. Ghorbanifar is vooral bekend geworden als bemiddelaar in de Iran-Contra-affaire tijdens de regering van de Amerikaanse president Ronald Reagan. Hij speelde opnieuw een rol in de Amerikaanse politiek bij de aanloop tot de invasie van Irak in 2003 onder de vroegere president George W. Bush. Hij fungeerde daarbij als inlichtingenbron voor ambtenaren van het ministerie van Defensie, die de omverwerping van het regime in Irak bepleitten.

## Iran-Contra-affaire
In de jaren tachtig van de 20e eeuw waren Oliver North en Michael Ledeen, beiden medewerkers van de Nationale Veiligheidsraad van de VS, de belangrijkste Amerikaanse contacten van Ghorbanifar. Ledeen stond garant voor Ghorbanifar tegenover de Nationale Veiligheidsadviseur Robert McFarlane. Oliver North claimde later dat Ghorbanifar hem op het idee had gebracht om de winsten uit de verkoop van TOW en HAWK-raketten aan Iran, te gebruiken voor steun aan de Contra's in Nicaragua.
Ghorbanifars veronderstelde dubbelhartigheid tijdens de Iran-Contra transactie leidde ertoe dat William Casey, directeur van de CIA opdracht gaf tot drie verschillende tests met een leugendetector, waarop hij alle keren negatief scoorde. Ook aan Iraanse zijde werd hij gewantrouwd: Iraanse ambtenaren verdachten Ghorbanifar van het leveren van vervalste Amerikaanse documenten.
De CIA kwam in 1984 met een zogeheten burn notice (of Fabricator Notice) over Ghorbanifar: een verklaring dat hij beschouwd werd als een onbetrouwbare inlichtingenbron. Een rapport van het Congres uit 1987 citeert de waarschuwing van de CIA dat Ghorbanifar "beschouwd moet worden als een bedenker van inlichtingen en als een last".

## De Frans-Libanese gijzelingscrisis
Ghorbanifar wordt ervan verdacht informant te zijn geweest voor de Franse Inlichtingendienst, de Direction Générale de la Sécurité Extérieure (DGSE). En naar wordt verondersteld begeleidde hij Jean-Charles Marchiani, de rechterhand van de voormalig minister van Binnenlandse Zaken Charles Pasqua, gedurende zijn ontmoetingen met de Iraanse staatssecretaris van Buitenlandse zaken om te onderhandelen over de vrijlating van Fransen die waren gegijzeld in Libanon, midden jaren tachtig.

## 'War on terrorism'
In december 2001 organiseerde Michael Ledeen een driedaags overleg in Rome, Italië tussen Manucher Ghorbanifar en ambtenaren van de Defense Intelligence Agency, Larry Franklin en Harold Rhode. Ook aanwezig waren twee ambtenaren van de Italiaanse inlichtingendienst Servizio per le Informazioni e la Sicurezza Militare (SISMI). Naast een functie bij het American Enterprise Institute, werkte Ledeen als adviseur van de Amerikaanse staatssecretaris voor defensiebeleid, Douglas Feith, die toezicht hield op het Office of Special Plans. De bijeenkomst in 2001 vond plaats met goedkeuring van de toen adjunct-Nationale Veiligheidsadviseur Stephen Hadley. Tijdens de ontmoeting werd gesproken over een geheim aanbod van dissidente Iraanse ambtenaren die informatie zouden doorgeven die van belang was voor de War on Terrorism en de rol van Iran bij het terrorisme in Afghanistan.
In juni 2002 ontmoetten ambtenaren van het Amerikaanse ministerie van Defensie Ghorbanifar en de Iraanse ambtenaren in Parijs zonder de goedkeuring hiervoor te hebben van het Witte Huis of andere federale instellingen. Het is onduidelijk gebleven of de Iraniërs in feite leden waren van de Iraanse Volksmojahedin, MEK.
In de zomer van 2003 dwongen nieuwsberichten over de ontmoetingen tot een intern onderzoek en tot een onderzoek door een senaatscommissie, de Senate Select Committee on Intelligence. Volgens minister van defensie Donald Rumsfeld waren de ontmoetingen weinig zinvol: "Er vond niets plaats dat van enige waarde was om verder op door te gaan." Nieuwberichten gaven ook aan dat Ghorbanifar probeerde betaald te krijgen voor zijn rol als bemiddelaar. Vervolgens zijn de contacten met Ghorbanifar gestaakt.
Manucher Ghorbanifar is naar voren gekomen als de waarschijnlijke inlichtingenbron die geciteerd werd door het Congreslid Curt Weldon in zijn boek Countdown to Terror: The Top-Secret Information that Could Prevent the Next Terrorist Attack on America... and How the CIA has Ignored it Weldon citeert een anonieme bron, genaamd "Ali," waarvan wordt aangenomen dat het Fereidoun Mahdavi was. Mahdavi was een Iraanse minister van Handel voorafgaand aan de Iraanse Revolutie en onderhield nauwe contacten met Ghorbanifar.

## Verwijzingen
- Dit artikel of een eerdere versie ervan is een (gedeeltelijke) vertaling van het artikel Manucher Ghorbanifar op de Engelstalige Wikipedia, dat onder de licentie Creative Commons Naamsvermelding/Gelijk delen valt. Zie de bewerkingsgeschiedenis aldaar.

1. ↑  (en) Iskandar Safa and the French Hostage Scandal, Middle East Intelligence Bulletin, februari 2002]. Gearchiveerd op 3 november 2022.
2. ↑  (en) Harold Rhode. Gearchiveerd op 7 april 2023.
3. ↑  Weldon, Curt, Countdown to Terror: The Top-Secret Information that Could Prevent the Next Terrorist Attack on America... and How the CIA has Ignored it, Regnery Publishing, 2005, ISBN 0-89526-005-0
4. ↑  Laura Rozen (20 maart 2005), 'The Front', American Prospect.